# Schizophrenia Research
Schizophrenia Research ist eine peer-reviewte wissenschaftliche Fachzeitschrift, in der Forschungsarbeiten zur Schizophrenie veröffentlicht werden. Es ist das offizielle Journal der Schizophrenia International Research Society und wurde 1988 gegründet. Die Chefredakteure sind H.A. Nasrallah von der University of Cincinnati und L.E. DeLisi von der Harvard Medical School. Schizophrenia Research’s Mission statement besagt, dass die Zeitschrift der Veröffentlichung interdisziplinärer Forschungsansätze verpflichtet ist. Gemäß den Journal Citation Reports, betrug der Impact Factor im Jahr 2011 4.748.